# Musica non grata
Musica non grata je mezinárodní hudební a kulturní projekt Opery Národního divadla a Státní opery Praha a Velvyslanectví Spolkové republiky Německo v České republice. 
Cílem projektu je oživení uměleckého odkazu skladatelek a skladatelů důležitých pro hudební život meziválečného Československa, již byli pronásledováni nacionálním socialismem a jejich hudba označena za „nežádoucí“ (tzv. „Entartete Musik“) či jiným způsobem perzekvováni z důvodů náboženských, rasových, politických nebo genderových.

## Obsah projektu

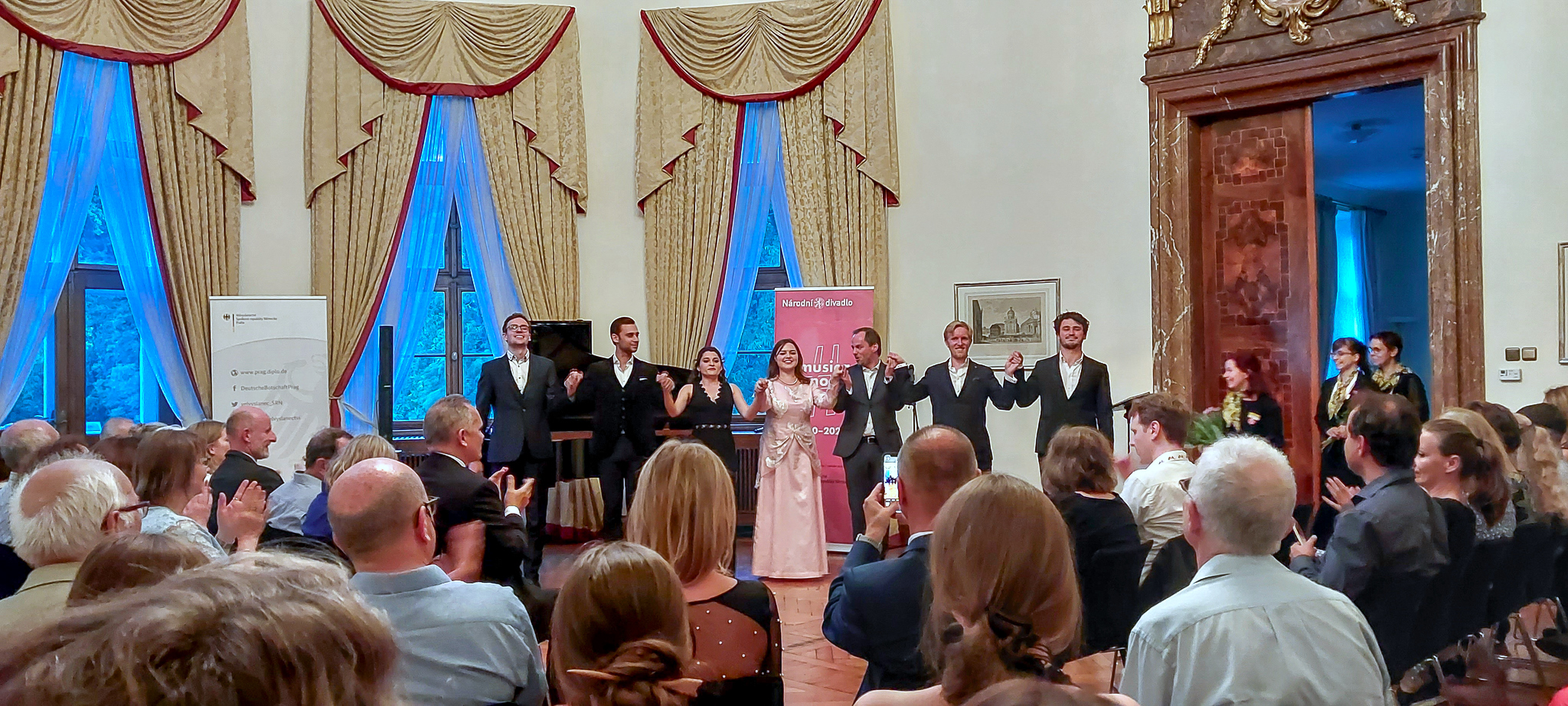
Novodobá premiéra operety Die Dorfkomtesse Rachel Danzigerové van Embden konaná 17. srpna 2023 v kupolovém sále Lobkovického paláce pod záštitou JE Andrease Künneho.

V centru pozornosti čtyřletého programu (2020–2023) stojí především tvorba českých skladatelů a skladatelek vázaných na německy mluvící prostředí, kteří měli význam pro pražský hudební život v období první Československé republiky. 
Řada z nich je přímo spojena s historií Nového německého divadla (dnešní Státní opery), zejména s působením Alexandra Zemlinského na postu hudebního ředitele NND v letech 1911 až 1927 a George Szella v letech 1930 až 1937, a s historií Národního divadla v Praze za éry Otakara Ostrčila (1920 až 1935). 
Patří mezi ně především takzvaní „terezínští autoři“ – Pavel Haas, Hans Krása, Gideon Klein a Viktor Ullmann –, ale také další pronásledovaní autoři Alexander Zemlinsky, Franz Schreker, Erwin Schulhoff, Rudolf Karel, Ernst Krenek, Paul Hindemith, Emil František Burian, Jaromír Weinberger či Arnold Schönberg. 
Musica non grata přibližuje rovněž dílo skladatelek a průkopnic ženského uměleckého hnutí v období první republiky, jakými byly Vítězslava Kaprálová, Sláva Vorlová nebo Julie Reisserová.
Vedle operních produkcí a koncertů se projekt Musica non grata soustředí také na edukační, badatelskou a publikační činnost.

## Umělečtí garanti projektu
- Per Boye Hansen
- Markus Klimmer

## Realizované projekty

### Operní inscenace & Opereta
- Paul Hindemith: LouTkáček (2023)[1]
- Alexander Zemlinsky: Šaty dělají člověka (2023)[2]
- Viktor Ullmann: Rozbitý džbán, Císař Atlantidy (2023, koprodukce s Národním divadlem moravskoslezským)[3]
- Jaromír Weinberger: Švanda dudák (2022)[4]
- Paul Abraham: Ples v hotelu Savoy (2022)[5]
- Erwin Schulhoff: Plameny (2022)[6]
- Franz Schreker: Vzdálený zvuk (2022)[7]
- Hans Krása: Zásnuby ve snu (2022, koprodukce s Národním divadlem moravskoslezským)[8]
- Kurt Weill: Sedm smrtelných hříchů (2021)[9]
- Arnold Schönberg: Očekávání (2021)[10]
- Hans Krása: Brundibár (2021)[11]

### Jiná hudebně-dramatická díla
- Plešatá princezna. Pohádka s hudbou terezínské autorky Leny Stein-Schneider (2024)

### Festivaly
- Zemlinsky 150 (2021)

### Koncerty
- Paul Hindemith: Svatá Zuzana & Alexander Zemlinsky: Florentinská tragédie (6. 4. 2024)
- Vavřínový věneček aneb Podivný kabaret v divné době / Zahajovací koncert sezony Brno Contemporary Orchestra (11. 10. 2023)
- Arnold Schönberg: Písně z Gurre (20. 6. 2023, koprodukce se Symfonickým orchestrem Českého rozhlasu a Norwegian Radio Orchestra KORK)
- Ženy v hudbě / Esquisses (23. 5. 2023)
- Ženy v hudbě / Zahajovací koncert (16. 4. 2023)
- Tango z Varshe (2022)
- Mieczysław Weinberg: Kaddish (2022)
- Německý spolkový sněm – koncert v rámci vzpomínkového aktu konaného u příležitosti 77. výročí osvobození koncentračního tábora Osvětim (2022)
- Jako by se to všechno stalo včera (2021)
- Hudba terezínských skladatelů (2021, koprodukce s festivalem Věčná naděje)
- Bohuslav Martinů: Špalíček (2020 a 2021)
- Skladatelky v první Československé republice (2021)
- Praha – Brno – Hollywood (2021)
- Janáček – Martinů (2021)
- Zahajovací koncert Musica non grata (2020)

### Online koncerty
- Haas – Hindemith (2021)
- Kaprálová (2021)
- Krása – Schulhoff – Pelikán (2021)
- Haas – Krása (2021)
- Stravinskij (2021)
- Krása (2021)
- Martinů (2021)

### Edukace
- Workshop pro děti k představení Plešatá princezna  (2023)
- 57. mezinárodní hudebněvědné kolokvium Brno (2023)
- Hudební akademie Terezín 2023 (2023)
- Žijeme v mužském světě? Cyklus on-line přednášek o ženách v umění (2022)
- Masterclass s operním a činoherním režisérem Timofejem Kuljabinem  (2022)
- Hudební akademie Terezín 2022 (2022)
- Hudební akademie Terezín 2021 (2021)

### Publikace
- Magdalena Živná: Viktor Ullmann – neklidný Středoevropan (2023)
- Helena Spurná & Kelly St. Pierre: NEW PATHS IN OPERA / Martinů – Burian – Hába – Schulhoff – Ullmann (2022)

## Umělci v projektu

### Dirigenti
- Brauner, Tomáš
- Hein, Richard
- Chalupecký, Jan
- Januschke, Karsten
- Jindra, Robert
- Klecker, Jakub
- Kučera, Jan
- Kyzlink, Jaroslav
- Machoňová Pavlů, Olga
- Mimrová, Jana Cecílie
- Müller, Zbyněk
- Popelka, Petr
- Rožeň, Jiří
- Šedivý, Marek
- Šlekytė, Giedrė
- Šnajdr, Pavel
- Švec, David
- Steffens, Karl-Heinz
- Žaďko, Viktorija

### Režiséři
- Bieito, Calixto
- Čičvák, Martin
- Horáková Joly, Barbora
- Kuljabin, Timofej
- Marková-Krystlíková, Jiřina
- Mijnssen, Jetske
- Morávek, Vladimír
- Nekvasil, Jiří
- Rocc
- Švecová, Magdaléna
- Vizváry, Radim

### Autoři textů
- Míka, Matyáš

### Autoři scénické hudby
- Labusová, Markéta

### Scénografové
- Dvořák, Daniel
- Golovko, Oleg
- Hoffer, Hans
- Chocholoušek, Martin
- Janošek, David
- Jiřikovská, Eva
- Kirsch, Anna-Sofia
- Murauer, Herbert
- Nadler, Inés
- Ščerbáková, Iva
- Zeman, Leopold

### Kostýmní výtvarníci
- Armendariz, Óscar
- Berndt, Julia
- Jiřikovská, Eva
- Maleninská, Barbora
- Paulová, Eliška
- Pomirkovanaja, Vlada
- Radulović, Belinda
- Roszkopfová, Marta
- Vafias, Georges
- Zimula Hanáková, Sylva

### Choreografové
- Adam, Jan
- Beláková, Silvia
- Catalinas Heredia, Yago
- Cmorej, Laco
- Jirsa, Petr
- Klein, Dustin
- Knollová, Anna
- Kotěšovský, Josef
- Mertová, Lucie
- Tomsová, Jana
- Trpišovská, Marta

### Světelný Design
- Dörner, Jan
- Mikhalevsky, Taras
- Purkrabek, Bernd
- Svobodník, Martin
- Šimek, Karel
- WariotIdeal

### Video Design
- Bělohradský, Vít
- Panoch, Lukáš
- Verde, Sergio
- Žuraleva, Anastasja

### Dramaturgové
- Bajús, Juraj
- Hučín, Ondřej
- Kucharenko, Ilja
- Müller, Kai Hinrich
- Pantůček, Viktor
- Slavíková, Jitka

### Sbormistři
- Bubák, Jan
- Galatenko, Jurij
- Melichar, Adolf
- Vaněk, Pavel

### Výkonní umělci
Zpěváci: Aksenová, Světlana; Alvarez Šimková, Petra; Avigail Mieleszczuk, Olga; Balážová, Jarmila; Ballánová, Zuzana; Bárta, Martin; Bernhard, Susanne; Bildová, Lucia; Briscein, Aleš; Brückler, Jiří; Březina, Jaroslav; Butter, Markus; Castagner, Philippe; Cavalcanti, Miguel; Conners, Kevin; Cukrová, Markéta; Čmugrová, Sylva; Dennis, Joseph; Doležal, Vladimír; Dvořák, Petr; Fajtová, Marie; Fernandez, Linda; Frošová, Alžběta; Garza, Jorge; Goltz, Joachim; Gyimesi, Martin; Gurbaľ, Martin; Gurbaľová, Marcela; Haan, Richard; Hájek, Benjamín; Hájek, Jan Maria; Hájek, Jiří; Hájková, Lucie; Hajnová, Veronika; Hass, Zdeněk; Heboussová, Magdalena; Henschel, Dietrich; Hilscherová, Lucie; Hnyk, Jan; Horák, Miloš; Hrachovec, Ivo; Hryha, Tetiana; Jalovcová, Kateřina; Janál, Roman; Jirků, Stanislava; Khan, Amir; Kinjo, Yukiko; Kněžíková, Kateřina; Koplik, Ondřej; Korosunova, Victoria; Kořínek, Tomáš; Kotlár, Csaba; Krovatěva, Jekatěrina; Kubáň, Pavol; Kubová, Kristina; Kummervold, Tone; Kusnjer, Ivan; Levková, Karolína; Malý, Petr; Marhold, Michal; Mastro, Luciano; Matoušek, Daniel; Milanović, Nenad; Moravec, Josef; Morozová, Tamara; Morys, Václav; Mourečková, Eliška; Nagy, Michael; Nitrová, Anna; Nosek, Vít; Nwagbo, Angela; Nykl, David; Oostrum, Johanni van; Patočka, Jaroslav; Parlov, Irena; Pavlovič, Lenka; Pavlů, Ester; Pecková, Dagmar; Pivnickij, Denys; Plech, Zdeněk; Poláčková, Alžběta; Prýgl, Boris; Pučálková, Štěpánka; Rajniš, Jiří; Rositckaia, Daria; Rovná, Veronika; Růžička, Dušan; Řeřichová, Barbora; Scofield, Daniel; Scheurle, Corinna; Sem, Svatopluk; Sibera, Jana; Sibera, Václav; Søberg, Yngve; Součková, Doubravka; Stričević, Milena;Sulženko, Jiří; Svačinková, Lucie; Sýkorová, Jana; Šantora, Vít; Šembera, Vojtěch; Šípová, Vanda; Škvárová, Yvona; Šrejma Kačírková, Jana; Šrejma, Martin; Štěpánková, Tereza; Švingr, Pavel; Talerko, Vera; Voráček, Aleš; Weinius, Michael; Zahradníček, František; Zajmi, Michaela; Žihla, Marek
Herci: Cibulková, Vilma; Frňka, Marek; Javořík, Viktor; Jeřábek, Petr; Kratina, Vladimír; Medvecká, Taťjana; Palán, Josef; Piller, Štěpán; Preissová, Martina; Svojanovský, Jakub; Šampalíková, Barbora; Šandová, Markéta; Špinar, Petr; Šporc, Zbyněk; Štarhová, Kristýna; Töpfer, Tomáš; Trčková, Elena; Trembecká, Alžběta
Tanečníci: Švejdová, Lea
Mimové: Bosh, David; Daňhová, Valéria; Eliaš, Anton; Fülep, Vojtěch; Kukuczková, Anna; Šimon, Lukáš
Instrumentalisté: Baborák, Radek; Bohórquez, Claudio; Borodulina, Alexandra; Friedlander, Michal; Hagner, Viviane; Hás, Ondřej; Havel, Daniel; Hejhal, Jan; Hudeček, Jan; Iruzun, Clélia; Káčerková, Michaela; Kalfus, Jan; Klauda, Zdeněk; Levický, Martin; Pelikán, Jaroslav; Petřík, Jan; Puteany, Kamila; Rajnohová, Alice; Reiprich, Oto; Rosík, Alexej; Steffens, Karl-Heinz; Švec, David; Váchalová, Barbora; Veverka, Vilém; Vlna, Vratislav
Soubory: Orchestr Národního divadla; Orchestr Státní opery; Norwegian Radio Orchestra KORK; Symfonický orchestr Českého rozhlasu; Orchestr Národního divadla moravskoslezského; Brno Contemporary Orchestra; Český filharmonický sbor Brno; Sbor Národního divadla; Sbor Státní opery; Slovenský filharmonický zbor; Balet Opery Národního divadla; Dětská opera Praha; Tango Attack; Zemlinsky Quartet; FlagArt Mondaria